# Ouroux-en-Morvan
Ouroux-en-Morvan è un comune francese di 608 abitanti (nel 2020) situato nel dipartimento della Nièvre nella regione della Borgogna-Franca Contea.

## Società

### Evoluzione demografica
Abitanti censiti

## Amministrazione

### Gemellaggi
- Cullera, Spagna